# Gigantprimtal
Et gigantprimtal er et primtal med mindst 10.000 decimale cifre.
Det første fundne gigantprimtal var Mersenne-primtallet 244497 − 1. Det har 13.395 cifre og blev fundet i 1979 af Harry L. Nelson and David Slowinski.
Det mindste gigantprimtal er 109999 + 33603, det blev bevist i 2003 af Jens Franke, Thorsten Kleinjung and Tobias Wirth.